# Фофана, Гейда
Гейда́ Фофана́ (фр. Gueïda Fofana; 16 мая 1991, Гавр, Франция) — французский футболист малийского происхождения, опорный полузащитник, известный по выступлениям за «Гавр» и «Олимпик Лион».

## Карьера

### Клубная
Гейда Фофана — воспитанник футбольного клуба «Гавр». Дебютировал в команде 18 августа 2009 года в матче Лиги 2 против «Тура», заменив Седрика Басейя на 78-й минуте встречи.
27 ноября 2009 года полузащитник забил первый гол в своей профессиональной карьере (в матче 15-го тура чемпионата в ворота «Аяччо»).
Гейда Фофана выступал за «Гавр» до лета 2011 года, когда перешёл в лионский «Олимпик».
Полузащитник впервые сыграл за «Лион» 14 сентября 2011 года в матче Лиги чемпионов против «Аякса».
В сезоне 2011/12 Гейда Фофана в составе «Лиона» стал обладателем кубка Франции и финалистом кубка лиги. В следующем сезоне Фофана забил первые голы за «Лион». В матче группового этапа Лиги Европы против «Хапоэля» из Кирьят-Шмоны), сыгранном 4 октября 2012 года полузащитник отметился дублем
, а 25 января 2013 года забил гол и в Лиге 1 (в матче с «Валансьеном»
).
18 января 2017 года 25-летний полузащитник заявил об окончании профессиональной карьеры из-за хронической травмы лодыжки
.

### В сборной
Гейда Фофана выступал за юношеские сборные Франции различных возрастов. В составе сборной до 19 лет принимал участие в победном для французов чемпионате Европы—2010 (4 матча). Годом позже участвовал в молодёжном чемпионате мира; на турнире полузащитник сыграл 7 матчей и забил 2 гола (в ворота сверстников из Южной Кореи и Нигерии).
В составе молодёжной сборной Франции Фофана дебютировал 28 февраля 2012 года в товарищеском матче с итальянцами, заменив Жозуа Гилавоги на 77-й минуте встречи.
В следующем своём матче за «молодёжку» полузащитник забил гол в ворота команды Чили.

## Достижения
«Олимпик Лион»
- Обладатель кубка Франции: 2011/12
- Обладатель Суперкубка Франции: 2012
- Финалист кубка французской лиги: 2011/12[13]

Юношеская сборная Франции (до 19 лет)
- Чемпион Европы среди юношей (1): 2010

## Статистика
| Клуб             | Сезон            | Национальный чемпионат | Национальный чемпионат | Национальный чемпионат | Национальные кубки | Национальные кубки | Еврокубки | Еврокубки | Всего | Всего |
| Клуб             | Сезон            | Лига                   | Игры                   | Голы                   | Игры               | Голы               | Игры      | Голы      | Игры  | Голы  |
| ---------------- | ---------------- | ---------------------- | ---------------------- | ---------------------- | ------------------ | ------------------ | --------- | --------- | ----- | ----- |
| Гавр             | 2009/10          | Лига 2                 | 30                     | 1                      | 0                  | 0                  | 0         | 0         | 30    | 1     |
| Гавр             | 2010/11          | Лига 2                 | 34                     | 3                      | 2                  | 0                  | 0         | 0         | 36    | 3     |
| Всего за «Гавр»  | Всего за «Гавр»  | Всего за «Гавр»        | 64                     | 4                      | 2                  | 0                  | 0         | 0         | 66    | 4     |
| Лион             | 2011/12          | Лига 1                 | 18                     | 0                      | 4                  | 0                  | 3         | 0         | 25    | 0     |
| Лион             | 2012/13          | Лига 1                 | 16                     | 1                      | 3                  | 0                  | 6         | 2         | 25    | 3     |
| Всего за «Лион»  | Всего за «Лион»  | Всего за «Лион»        | 34                     | 1                      | 7                  | 0                  | 9         | 2         | 50    | 3     |
| Всего за карьеру | Всего за карьеру | Всего за карьеру       | 98                     | 5                      | 9                  | 0                  | 9         | 2         | 116   | 7     |